# Oriánica Velásquez
Oriánica Velásquez Herrera (* 1. August 1989 in Bogotá) ist eine kolumbianische Fußballspielerin.

## Karriere

### Klub
Von 2009 bis 2012 besuchte sie die Indiana University Bloomington in den USA und spielte in dieser Zeit für die Indiana Hoosiers. Ab 2013 spielte sie dann bis 2014 in Spanien bei Transportes Alcaine. Nach einer kurzen Phase in den USA bei den Houston Aces im Jahr 2014 wechselte sie im Oktober 2016 in die Türkei, wo sie nun für die Saison 2016/17 bei 1207 Antalya Spor spielte. Im Jahr 2017 kehrte sie dann wieder nach Kolumbien zurück und spielte dort nun weiter für dortige Klubs.

### Nationalmannschaft
Mit der kolumbianischen A-Nationalmannschaft nahm sie an der Weltmeisterschaft 2011 teil und kam hier in den beiden letzten Gruppenspielen der Mannschaft zum Einsatz. Danach war sie auch im Kader beim Olympiaturnier 2012, wo sie in allen drei Gruppenspielen Spielzeit bekam, jedoch hier aber erneut mit ihrem Team das Turnier auf dem letzten Platz abschloss. Das nächste Turnier für sie war dann die Copa América 2014, wo sie fünf Einsätze erhielt und dazu noch ein Tor sowie einen Assist erzielte. Am Ende wurde man Zweiter hinter Brasilien. Bei der Weltmeisterschaft 2015, für die man sich durch den Platz bei der Copa qualifizierte, nahm sie dann auch Teil und stand bei jeder Partie in der Startelf. Am Ende erreichte man das Viertelfinale, wo man dann jedoch gegen die USA ausschied.
Auch bei dem Turnier der Olympischen Spiele 2016 war sie ein Teil des Kaders. Wie auch schon 2012 schied sie hier aber wieder in der Gruppenphase aus. Bei der Copa América 2018, kam nur noch zu drei Einsätzen und hier dann auch nur über zumeist kurze Zeit. Zumindest in der ersten Partie gelang ihr aber noch ein Assist. Am Ende verpasste man durch die schlechte Platzierung in der Finalrunde jedoch die Qualifikation für die Weltmeisterschaft 2019. Zuletzt wurde sie im Januar 2021 noch bei zwei Freundschaftsspielen gegen die USA eingesetzt.